# 穆斯塔法·卡迪米
穆斯塔法·卡迪米（阿拉伯語：مصطفى الكاظمي，1967年7月5日—）是一名伊拉克公务员和政治家，自2020年5月以来担任伊拉克总理，是该国1932年独立以来的第43任总理，也是2005年宪法规定的第4任总理。他也是伊拉克国家情报局的前局长，最初于2016年6月被任命。
2021年11月7日，穆斯塔法在巴格达绿区的宅邸遭遇无人机投掷炸弹袭击，其本人未受伤。